# Стоян, Алексей Сергеевич
Алексей Сергеевич Стоян (14 сентября 1984, Мирный, Якутская АССР, СССР) — российский профессиональный тайский боксёр,  боец смешанных боевых искусств, тренер. Представитель клуба «Gladiator Fight Team».

## Биография
Родился 14 сентября 1984 года в городе Мирный.
Учился в общеобразовательной школе № 26 до девятого класса. В возрасте 7 лет, когда отец отдал Стояна на секцию Киокушинкай, в которой занимался под руководством Николая Васильевича Потапенко, у него начали появляться свои первые спортивные результаты, победы на городских детских соревнованиях. 
В 1999 году перебрался жить в Белгород, там Стоян пошёл учиться в школу № 4, которую окончил с серебряной медалью. В 2001 году поступил в Белгородский государственный технологический университет на специальность «Автоматизация информационных технологий», а также поступил на военную кафедру по специальности «Офицер мотострелковых войск». В 2007 году Стоян окончил институт и получил специальность инженера-программиста. В это же время прошёл военные сборы и принял присягу на должность лейтенанта МСВ. В 2007 году устроился и начал работать по специальности на заводе «Энергомаш», там же в компании со специалистами внедрялись новые технологии АСУТП. С 2012 года стал открывать спортивные спортзалы, занимается тренерской деятельностью. В 2016 году Стоян поступил в БГУ на специальность «Спортивная физкультура». 

## Чемпионаты
- Турнир ФКР (2024, Сочи).
- Чемпионат Европы по муай-тай (WMF, 2018, Румыния).
- Турнир WFCA по ММА (Грозный, 2018).
- Турнир Fight Night по ММА (Словакия, 2017).
- Турнир GBC по тайскому боксу (K-1, 2017).
- Чемпионат мира по муай-тай (WMF, Таиланд, 2016).
- Турнир N1 «Битва на Севере» по ММА (2015).
- Чемпионат мира по тайскому боксу (Таиланд, 2014).
- Турнир «Diamond-Fight» по муай-тай (Таиланд, 2013).
- Чемпионат Украины по грэпплингу (ADCC, 2012).
- Турнир «Иду на Вы» (Харьков, 2012).
- Турнир «Освобождение» (Белгород, 2013).